# Everybody Dance Now (álbum de Crazy Frog)
Everybody Dance Now é um álbum de estúdio do Crazy Frog, lançado em 2009 pela Ministry of Sound.